# Kungsstugan (Åhus)

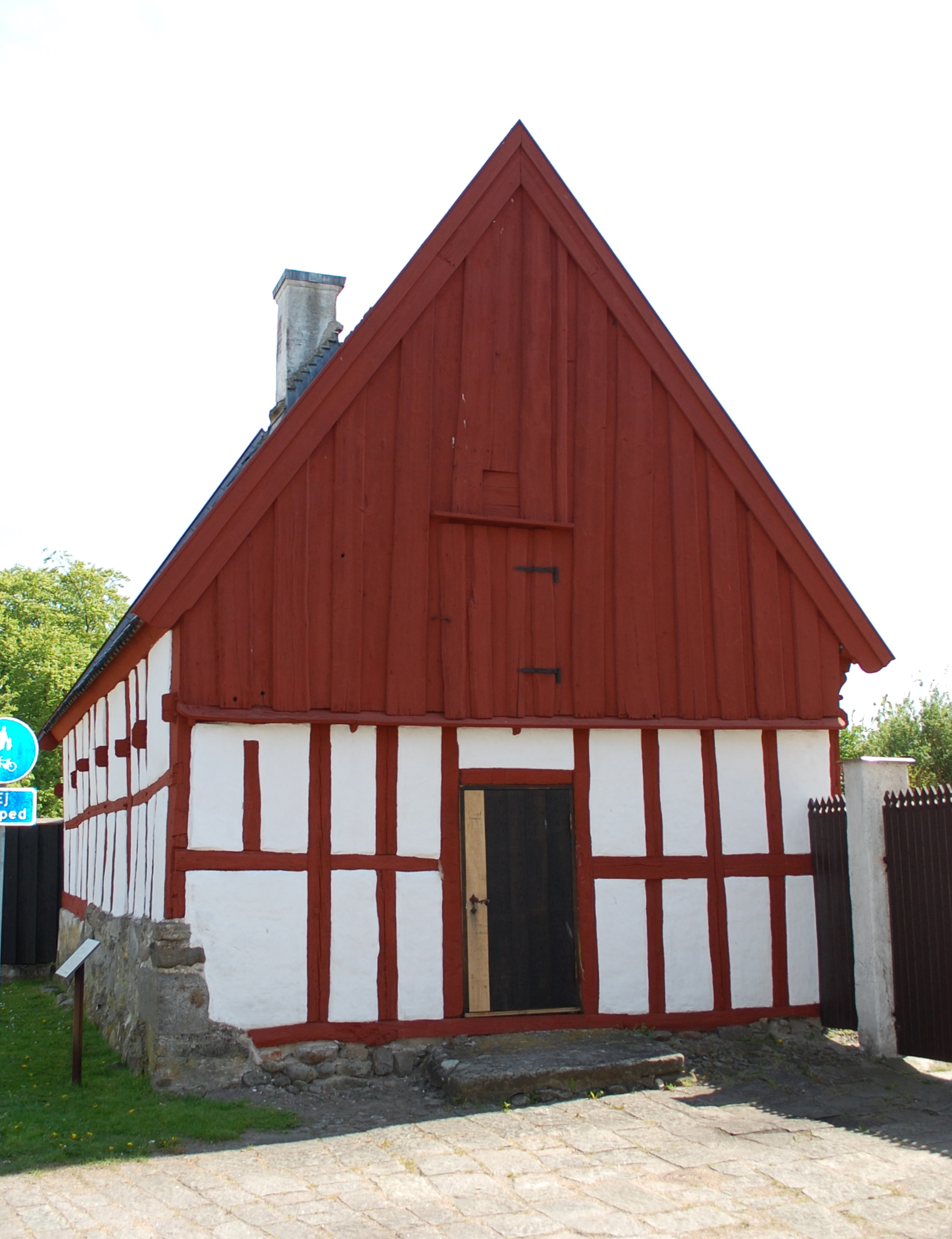
Kungsstugan

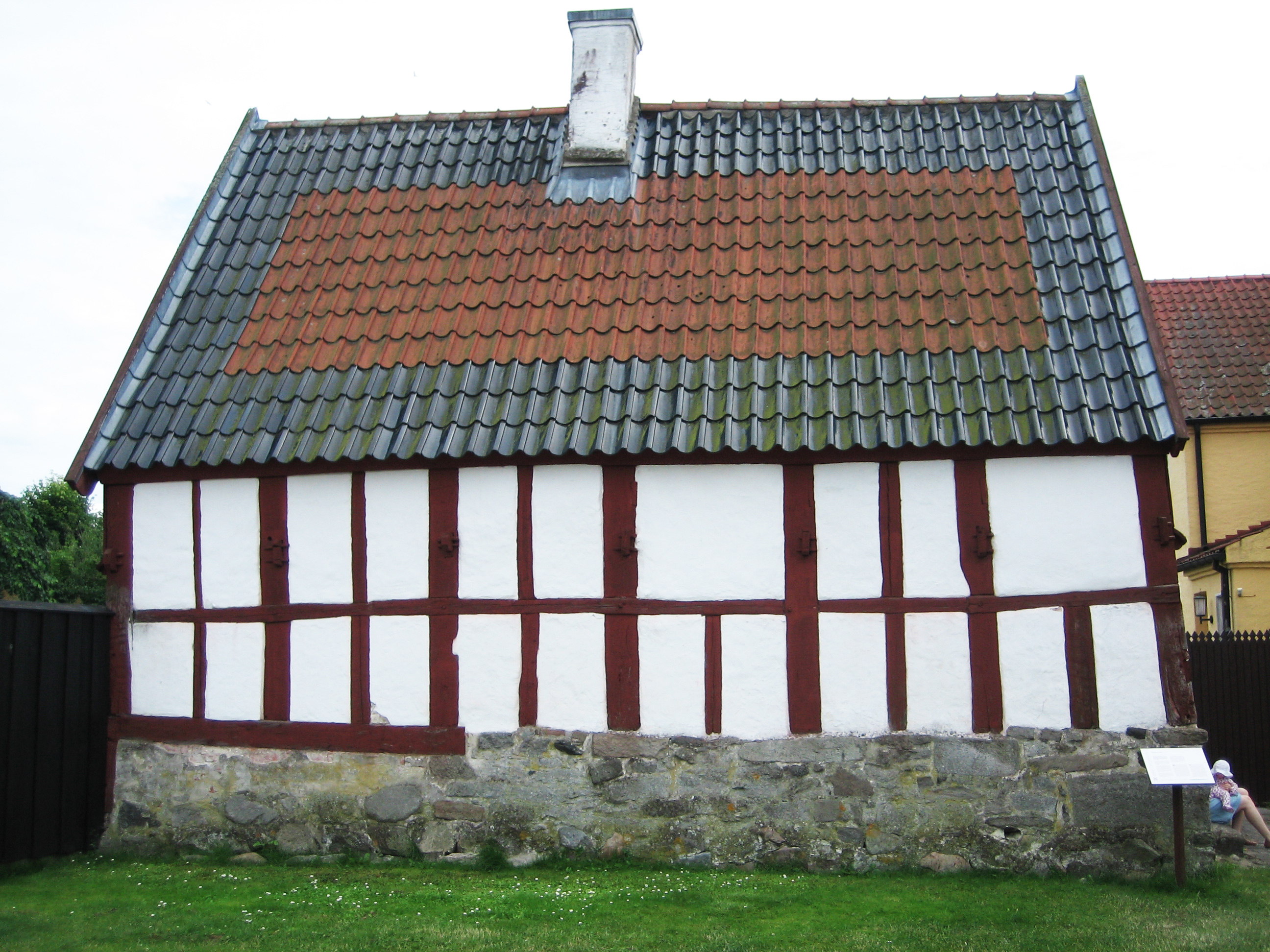
Nordseite

Kungsstugan (dt. Königshütte oder Königsstube) ist ein denkmalgeschütztes Fachwerkhaus im zur schwedischen Gemeinde Kristianstad gehörenden Åhus.
Die Kungsstugan befindet sich in der Åhuser Altstadt, östlich des Marktplatzes der Stadt.
Das Gebäude entstand um 1610 und verfügt über zwei Räume. Es diente zunächst als Gästetrakt eines Anwesens und gelangte später zum Pfarrhof. 1664 wurde der aus vier Langhäusern bestehende Hof vom Pfarrer Rönnow erworben. Der Name des kleinen Hauses geht auf eine Legende zurück, wonach der schwedische König Karl XI. sich in der Zeit des Schonischen Kriegs (1676–1679) häufiger auf dem Pfarrhof aufhielt. Dänische Soldaten sollen das Anwesen auf der Suche nach dem gegnerischen König umstellt und durchsucht haben. Pfarrer Rönnow soll dabei Karl XI. über der Drosselklappe im Kamin versteckt haben. Die Durchsuchung blieb erfolglos. Als Dank für seine Rettung übertrug der König Rönnow das Åhuser Pastorat als erblich, so dass die Pfarre, solange es Pfarrer in der Familie gab, innerhalb der Familie Rönnow vererbt wurde. Grundlage der Legende ist eine Handschrift aus den 1720er Jahren.
Nach einer anderen Überlieferung soll der Grund der Aufenthalte des Königs eine Liebesbeziehung zur Frau des Pfarrers gewesen sein, die ihn dann auch im Kamin versteckt habe.
Der schwedische Naturforscher Carl von Linné übernachtete in der Nacht vom 19. zum 20. Mai 1749 auf dem Anwesen.
Der Hof wurde später weitgehend abgerissen und 1769 umgebaut. Die Kungsstugan stellte man unter Denkmalschutz, so dass ein Anfang des 20. Jahrhunderts erwogener Abriss unterblieb. 1906/1907 erfolgte eine Renovierung. Im Haus sind Deckenmalereien aus der Zeit der Renaissance erhalten.